# Борис Панджа
Борис Панджа (босн. Boris Pandža, нар. 15 грудня 1986, Мостар) — боснійський футболіст, захисник клубу «Мехелен».
Насамперед відомий виступами за клуб «Хайдук» (Спліт), а також національну збірну Боснії і Герцеговини.

## Клубна кар'єра
У дорослому футболі дебютував 2004 року виступами за команду клубу «Широкі Брієг», в якій провів два сезони, взявши участь у 23 матчах чемпіонату.
Своєю грою за цю команду привернув увагу представників тренерського штабу клубу «Хайдук» (Спліт), до складу якого приєднався 2006 року. Відіграв за сплітської команди наступні чотири сезони своєї ігрової кар'єри.
До складу клубу «Мехелен» приєднався 2010 року. Наразі встиг відіграти за команду з Мехелена 58 матчів в національному чемпіонаті.

## Виступи за збірну
2007 року дебютував в офіційних матчах у складі національної збірної Боснії і Герцеговини. Наразі провів у формі головної команди країни 21 матч.

## Титули і досягнення
Володар Кубка Хорватії з футболу (1):
«Хайдук»: 2009-10